# インフィニティ・トライアント
トライアント（TRIANT ）は、日産自動車の高級車ブランド、インフィニティのコンセプトカーである。

## 概要
2003年の北米国際オートショーにおいて初公開された4人乗りコンパクト3ドアハッチバック。SUV、スポーツクーペとのクロスオーバーコンセプトカーの先駆けである。スタイリングはロングノーズ、ファストバックシルエット。
ハイドロシステムにより50mmの車高調整が可能、ドア開閉と同時に乗降に最適な高さに車高が下がるシステムを搭載。
開いた際は2,134mmの高さになる電動ガルウイングドアを搭載し、VQエンジンをベースにしたV6 3.5L DOHC 24バルブエンジンに5速オートマチックトランスミッションが組み合わされている。
エンジンはフロントに搭載され、FMプラットフォームが用いられている。駆動方式は四輪駆動で、ATTESA E-TSシステムが採用された。